# Pupnat
Pupnat – wieś w Chorwacji, w żupanii dubrownicko-neretwiańskiej, w mieście Korčula. W 2011 roku liczyła 391 mieszkańców.